# Szamosangyalos
Szamosangyalos es un pueblo ubicado en el distrito de Csenger, en el condado de Szabolcs-Szatmár-Bereg, Hungría.

## Superficie
Posee una superficie de 8,040 kilómetros cuadrados.

## Demografía
Hasta 2019 la población era de 488 habitantes, con una densidad de población de 115,3 habitantes por kilómetro cuadrado.